# Jamides tenus
Jamides tenus är en fjärilsart som beskrevs av Hans Fruhstorfer 1916. Jamides tenus ingår i släktet Jamides och familjen juvelvingar. Inga underarter finns listade i Catalogue of Life.